# Diacanthous
Diacanthous is een geslacht van kevers uit de familie  
kniptorren (Elateridae).
Het geslacht is voor het eerst wetenschappelijk beschreven in 1905 door Reitter.

## Soorten
Het geslacht omvat de volgende soorten:
- Diacanthous ainu (Miwa, 1928)
- Diacanthous amurensis Platia & Gudenzi, 1999
- Diacanthous antennatus (Kishii, 1957)
- Diacanthous dshesynensis Cherepanov, 1957
- Diacanthous ontakeanus (Kishii, 1969)
- Diacanthous undosus (Lewis, 1894)
- Diacanthous undulatus (DeGeer, 1774)